# Podlechy (Płoskinia)
Podlechy (deutsch Podlechen) ist ein Dorf in der polnischen Woiwodschaft Ermland-Masuren. Es gehört zur Stadt- und Landgemeinde Płoskinia (Plaßwich) im Powiat Braniewski (Kreis Braunsberg).

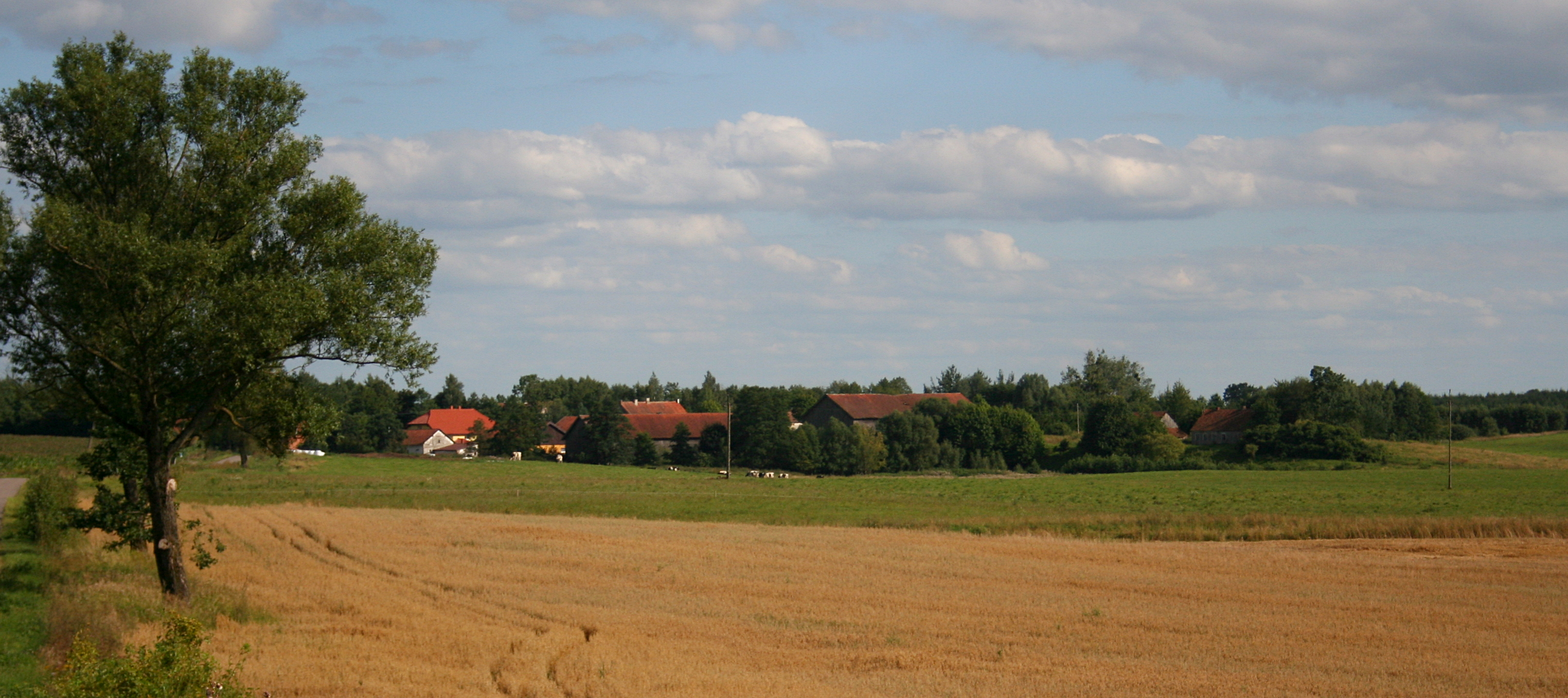
Teilansicht von Podlechy

## Geographische Lage
Podlechy liegt im Nordwesten der Woiwodschaft Ermland-Masuren, 19 Kilometer südöstlich der Kreisstadt Braniewo (Braunsberg).

## Geschichte
Das kleine Dorf Podlechen kam 1874 als Landgemeinde zum neu errichteten Amtsbezirk Langwalde (polnisch Długobór) im ostpreußischen Kreis Braunsberg, Regierungsbezirk Königsberg.
Im Jahre 1910 waren in Podlechen 191 Einwohner gemeldet. Ihre Zahl veränderte sich bis 1933 auf 174 und belief sich im Jahre 1939 auf 173.
Nachdem 1945 das gesamte südliche Ostpreußen in Kriegsfolge an Polen gefallen war, erhielt Podlechen die polnische Namensform „Podlechy“. Das Dorf ist heute eine Ortschaft im Verbund der Gmina Płoskinia (Stadt- und Landgemeinde Plaßwich) im Powiat Braniewski (Kreis Braunsberg), von 1975 bis 1998 der Woiwodschaft Elbląg, seither der Woiwodschaft Ermland-Masuren zugehörig. Im Jahre 2021 zählte Podlechy 51 Einwohner.

## Religion
Podlechy ist heute wie Podlechen vor 1945 in die römisch-katholische Pfarrei Langwalde (polnisch Długobór), jetzt dem Dekanat Orneta (Wormditt) im Erzbistum Ermland zugeordnet, eingegliedert. Bis 1945 gehörte Podlechen auch zur evangelischen Pfarrkirche Mehlsack (polnisch Pieniężno) in der Kirchenprovinz Ostpreußen der Kirche der Altpreußischen Union. Jetzt ist Podlechy der Diözese Masuren der Evangelisch-Augsburgischen Kirche in Polen zugehörig.

## Verkehr
Podlechy liegt an einer Nebenstraße, die von Długobór (Langwalde) nach Strubno (Straubendorf) führt. Eine Bahnanbindung besteht nicht.